# Clan Napier
Der Clan Napier ist ein Schottischer Clan, der ursprünglich aus den Gebieten rund um Loch Lomond stammt, aber auch in Stirlingshire, Edinburgh, Aberdeenshire und Kincardineshire präsent ist.

## Geschichte

### Ursprünge des Clans
Es herrscht eine rege Diskussion über den Ursprung des Namens Napier. Eine Theorie besagt, dass ein „Naperer“ „eine Person die verantwortlich für Tischwäsche in einem Königs- oder Herrenhaus ist“ sei und dass die ursprünglichen Napiers „Naperers“ aus England oder Frankreich waren. Die andere Theorie besagt, dass der Name Napier eine abgeleitete Schreibweise von „Nae Peer“ sei. 1625 legte Sir Archibald Napier of Merchiston, der 1627 zum 1. Lord Napier erhoben wurde, dem College of Arms eine eidesstattliche Erklärung vor, in dem er als Ursprung des Namens Napier wie folgt beschrieb, wie der Name einem „Donald Lennox“ vom König (wahrscheinlich Alexander II., reg. 1214–1249) wegen dessen Tapferkeit gewährt wurde:

„This battle went hard with the Scots, for the enemy, pressing furiously upon them, forced them to lose ground, until at last they fell to flat running away, which being perceived by Donald, he pulled his father's standard from the bearer thereof, and valiantly encountering the foe, being well followed by the Earl of Lenox's men, he repulsed the enemy, and changed the fortune of the day, whereby a great victory was got. After the battle as the manor is everyone advancing and setting forth his own acts the King said unto them "Ye have all done well but there is one amongst you who hath Na peer," and calling Donald into his presence he commanded him in regard of his worthy service and in augmentation of his honour to change his name from Lenox to Napier, and gave him the lands of Gosford and lands in Fife and made him his own servant, which discourse is confirmed by sundry of my old evidencies and testimonies wherein we are called Lenox alias Napier.“

### Schottische Unabhängigkeitskriege
Der erste Nachweis von Napiers in Schottland findet sich um das Jahr 1920 in einer Urkunde von Malcolm, Earl of Lennox († um 1303), über die Bewilligung von Landbesitz in Kilmahew in Dunbartonshire an John de Naper. Während der schottischen Unabhängigkeitskriege war jener John Napier wahrscheinlich einer der Verteidiger von Stirling Castle während der Belagerung von Stirling Castle, die 1304 gezwungen waren sich den von Eduard I. geführten Engländern zu ergeben.

### 15. Jahrhundert
Ein weiterer Zweig des Clans ließ sich in Merchiston, nahe Edinburgh nieder. Der erste Laird of Merchiston, Alexander Napier, erhielt 1436 eine Urkunde für die Ländereien um Merchiston. Die Napiers of Merchiston brachten Pröpste von Edinburgh, zahlreiche Admiräle und Generäle, wie auch John Napier, 8. Laird of Merchiston, einen Erfinder von Logarithmen hervor. Merchiston Castle in Edinburgh steht heute noch, als Kernstück des Napier University Merchiston Campus.
John Napier von Rusky, der 3. Laird of Merchiston fiel im Dienste des Königs, den Clan Napier anführend in der Schlacht bei Sauchieburn am 11. Juni 1488.

### 16. Jahrhundert und die Anglo-Schottischen Kriege
Während der Anglo-Schottischen Kriege führte Sir Alexander Napier, der fünfte Laird of Merchiston, den Clan 1513 in die Schlacht von Flodden Field, in der erschlagen wurde.
Alexander Napier, der sechste Laird of Merchiston starb als der Clan Napier gegen die Engländer in der Schlacht bei Pinkie Cleugh 1547 focht.

### 17. Jahrhundert und Bürgerkrieg
Während des Bürgerkriegs focht 1645 Archibald Napier, 9. Laird of Merchiston, mit über 70 Jahren in der Schlacht bei Philiphaugh.
Die Kilmahew Napiers waren die Vorfahren der meisten Napiers in den Vereinigten Staaten. Als irgendwann zwischen 1650 und 1655 ein Patrick Napier, der 1649 als Lehrling von Dr. Alexander Pennycuik verzeichnet wurde, Surgeon-General der schottischen Armee in der Schlacht bei Dunbar (1650), der nach Amerika emigrierte. Nach dem Bürgerkrieg unterstützte Archibald Napier, 2. Lord Napier den Aufstand von Glencairn.
Die Napier hielten die Ländereien um Kilmahew für 18 Generationen. Das Anwesen wurde 1820 verkauft.

## Burgen
- Kilmahew Castle, Cardross, Dunbartonshire, ist der angestammte Wohnsitz der Napiers von Kilmahew und nun eine Ruine.
- Merchiston Castle, Edinburgh, ist der angestammte Wohnsitz der Napiers von Merchiston. Es ist das Zentrum des Merchiston Campus der Napier University.
- Andere Burgen, die von dem Clan errichtet oder erstanden worden sind, sind: Culcreuch Castle (Fintry, Stirlingshire) und Lauriston Castle (Edinburgh).

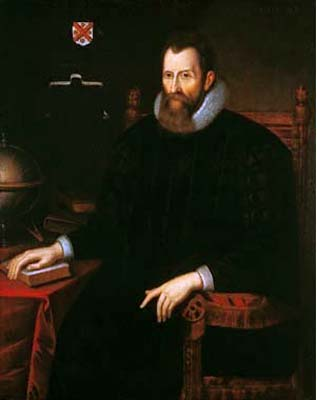
John Napier, 8. Laird of Merchiston, Erfinder von Logarithmen.

## Hervorhebenswerte Napiers
- John Napier, 8. Laird of Merchiston – Erfinder von Logarithmen
- Sir Robert Napier, ein bedeutender Richter, wurde von Königin Elisabeth konstituiert.
- James Dutton, 1. Baron Sherborne, Abgeordneter des Parlaments für Gloucestershire 1780–1784, Sohn von James Lenox Naper of Ireland.
- General Charles Napier – Eine Statue von ihm steht heute noch auf dem Trafalgar Square.
- Admiral Charles Napier – oder „Black Charlie“, diente während der Napoleonischen Kriege.
- Robert Napier, 1. Baron Napier of Magdala – erhielt einen erblichen Adelstitel für seine Bemühungen um britische Diplomaten aus Abessinien zu retten.
- Robert Napier – Marineoffizier, oft als „father of Clyde Shipbuilding“ bezeichnet.
- David Napier, Begründer der Ingenieurswerkstatt, aus der Napier & Son hervorging, ein britischer Hersteller von Autos und Flugmotoren
- Francis Napier, 10. Lord Napier – saß der Napier Commission 1883 vor.

## Clan Chief
Der gegenwärtige Chief des Clans ist seit 2012 Francis Napier, 15. Lord Napier.

## Trivia
Die Western Australia Police Pipe Band, eine Dudelsackkapelle aus Perth, trägt den Tartan des Clans seit 1966.
Die University of Queensland Pipe Band vom Emmanuel College, in Brisbane trägt den Napier-Tartan seit 1998.